# Rue Descartes (Paris)
Pour les articles homonymes, voir Rue Descartes.
La rue Descartes est une voie située sur la montagne Sainte-Geneviève dans le quartier de la Sorbonne du 5e arrondissement de Paris.

## Situation et accès

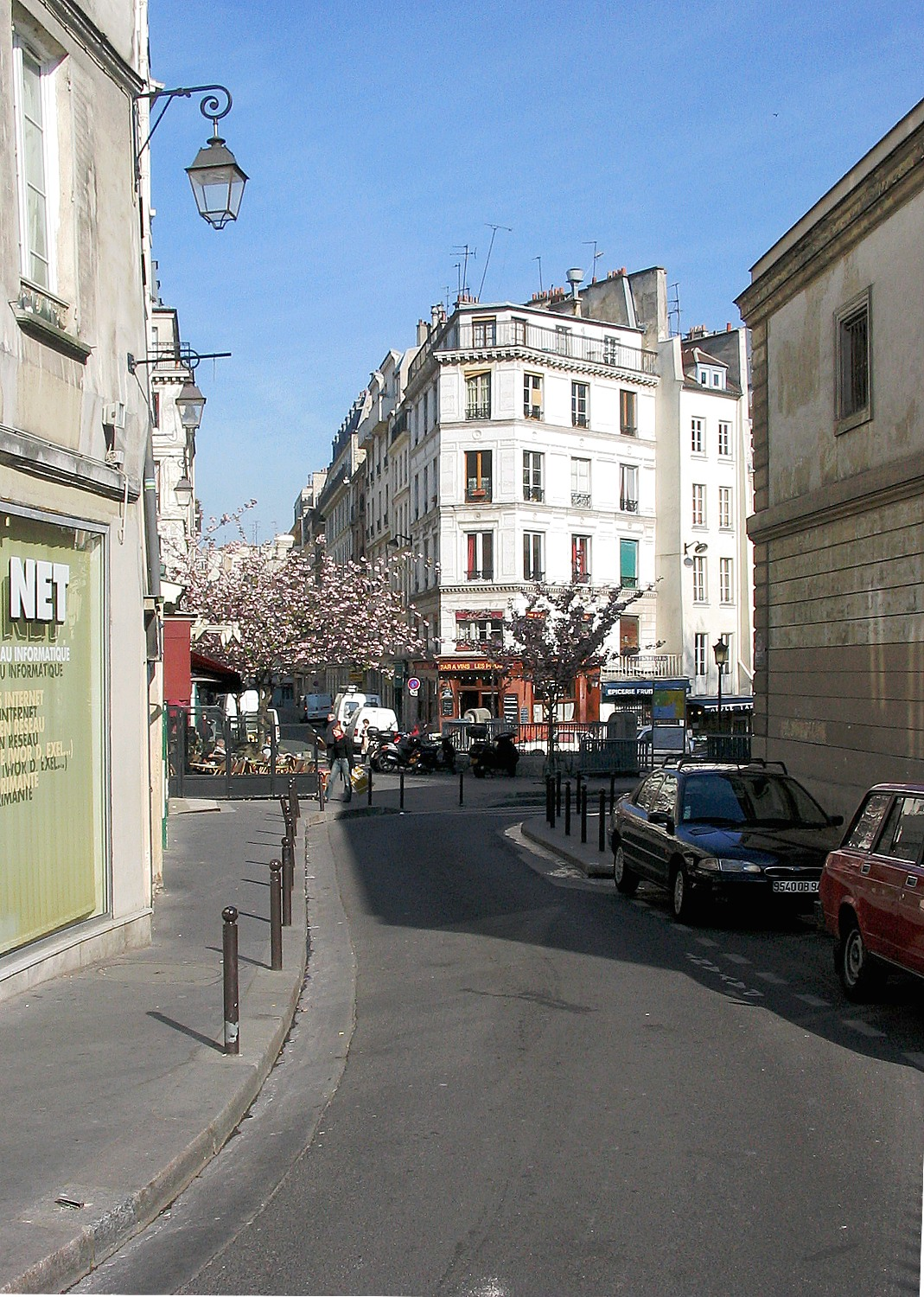
La rue Descartes à la jonction de la rue de la Montagne-Sainte-Geneviève.

Cette rue commence rue de la Montagne-Sainte-Geneviève (place Jacqueline-de-Romilly) et finit rue Thouin (anciennement rue de Fourcy et rue des Fossés-Saint-Victor). Elle est prolongée au sud par la rue Mouffetard dans le Quartier latin, ce qui explique la présence de nombreux commerces tels que pubs, bars à chicha, traiteurs libanais, bars-restaurants et bazars.
Du fait de la présence de ces nombreuses activités, la rue est très fréquentée par les touristes qui aiment l'aspect « villageois » de la place formée par le croisement des rues Descartes, de la Montagne-Sainte-Geneviève et de l'École-Polytechnique.
La cour du lycée Henri-IV, mitoyenne avec la rue, porte le nom de cour Descartes ; il s'agit de la cour qui mène à la cantine du lycée.

## Origine du nom

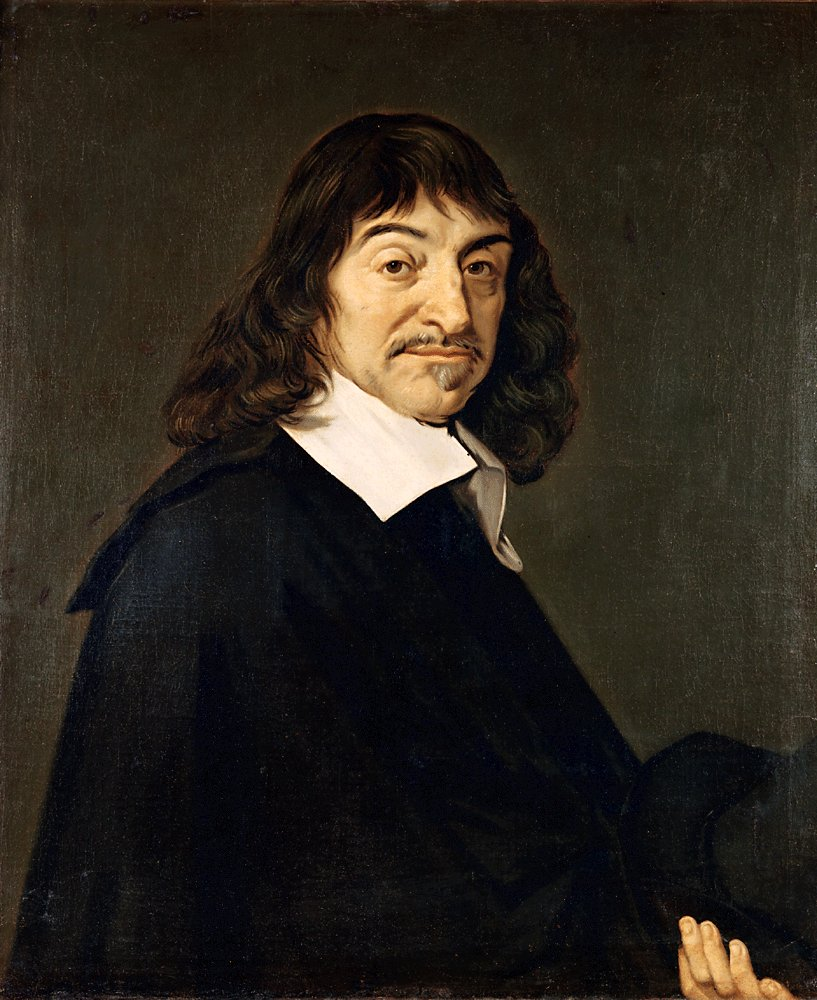
Portrait de René Descartes, d’après Frans Hals.

Elle porte le nom du philosophe, écrivain et scientifique René Descartes (1596-1650).

## Historique
La rue faisait partie de l'ancienne voie gallo-romaine allant de Lutèce à Fontainebleau.

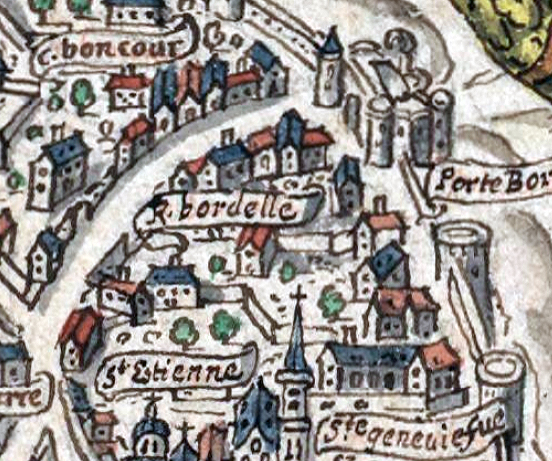
Rue Bordelle (« R.bordelle ») entre l'église Saint-Étienne et la porte Bordelle de l'enceinte de Philippe Auguste (plan de la Tapisserie, 1540).

Dès 1259, on trouve cette rue sous le nom de « rue Bordet », parce qu'elle conduisait à la porte Saint-Marcel que l'on nommait aussi « porte Bordet » à cause de la famille de Bordelles, une famille très connue au XIIIe siècle, qui y vivait. Ce nom a largement varié en « rue Bourdet », « rue Bourdelle », « rue Bourdeille » et « rue Bordelle ».
Elle est citée dans Le Dit des rues de Paris de Guillot de Paris sous la forme « rue de la Porte De Saint-Marcel ».
Elle est citée sous le nom de « rue de Bourdeille » dans un manuscrit de 1636.
Elle est officiellement nommée « rue Descartes » en 1809 mais on la trouve encore en 1812 sous le nom de « rue Bordet » comme dans l'ouvrage de Jean de La Tynna.
Au XIXe siècle elle était située dans l'ancien 12e arrondissement, puis dans le 5e arrondissement après la création de ce dernier en 1859.

Les numéros de la rue étaient noirs au début du XIXe siècle. Le dernier numéro impair était alors le no 53 et le dernier numéro pair était le no 32.

## Bâtiments remarquables et lieux de mémoire
- Côté impair, la rue longe les anciens bâtiments de l'École polytechnique, aujourd'hui occupés par le ministère de l'Enseignement supérieur et de la Recherche. Ces bâtiments de l’ancienne École polytechnique, jusqu’en 1976, ont ensuite été attribués à l'Institut Auguste-Comte, avant d'être occupés depuis 1983 par le ministère de l'Enseignement supérieur et de la Recherche. En 1984, profitant de l'immensité des locaux, on y a également installé la Mission des Archives nationales. Le Collège de France a également récupéré une partie des locaux. Le rapport Larrouturou, remis en octobre 2009, préconise leur réversion à une des universités parisiennes.
- Nos 11 à 19 : accès au jardin Carré.

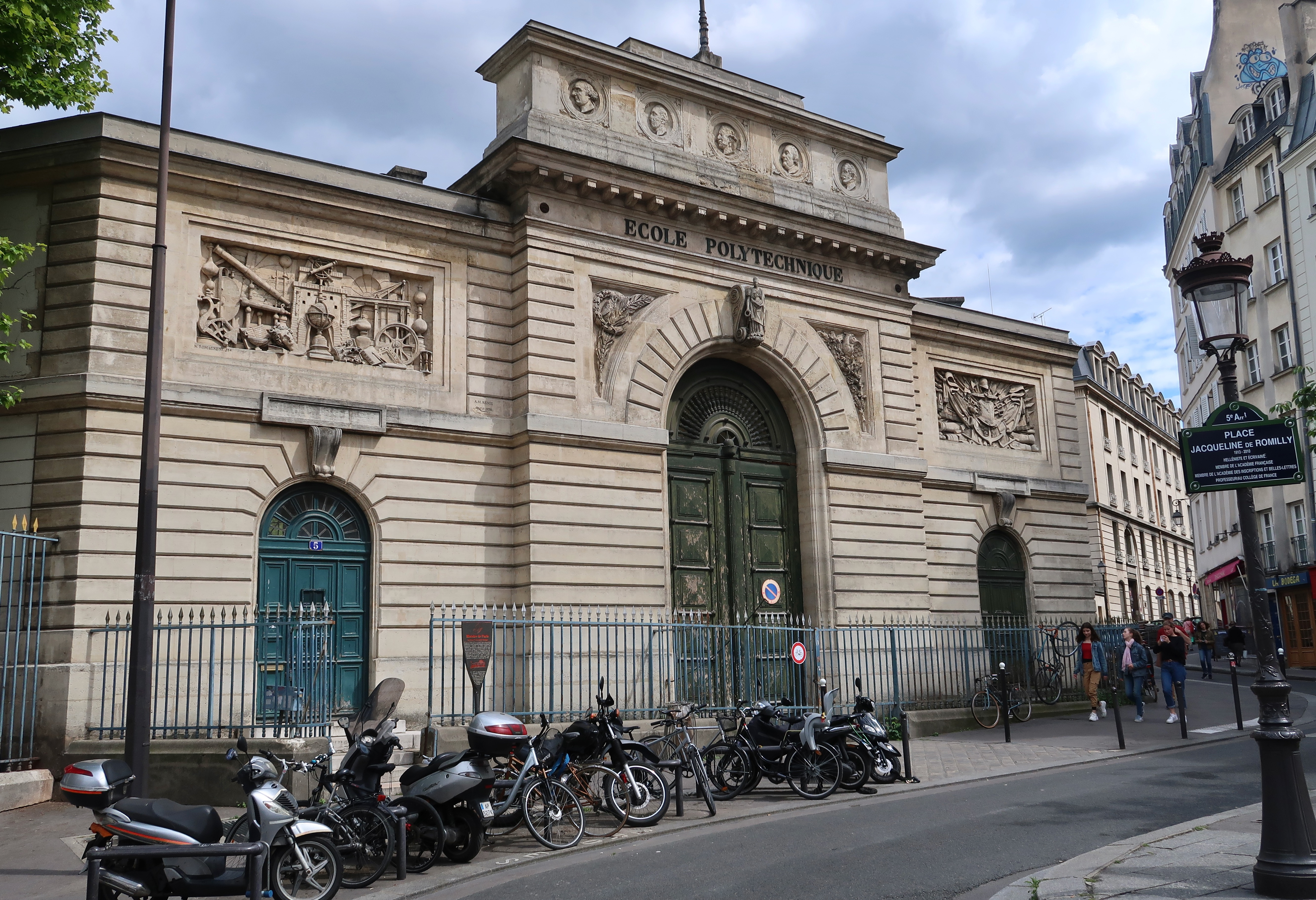
Entrée historique de l'École polytechnique à la jonction des rues de la Montagne-Sainte-Geneviève et Descartes (place Jacqueline-de-Romilly).
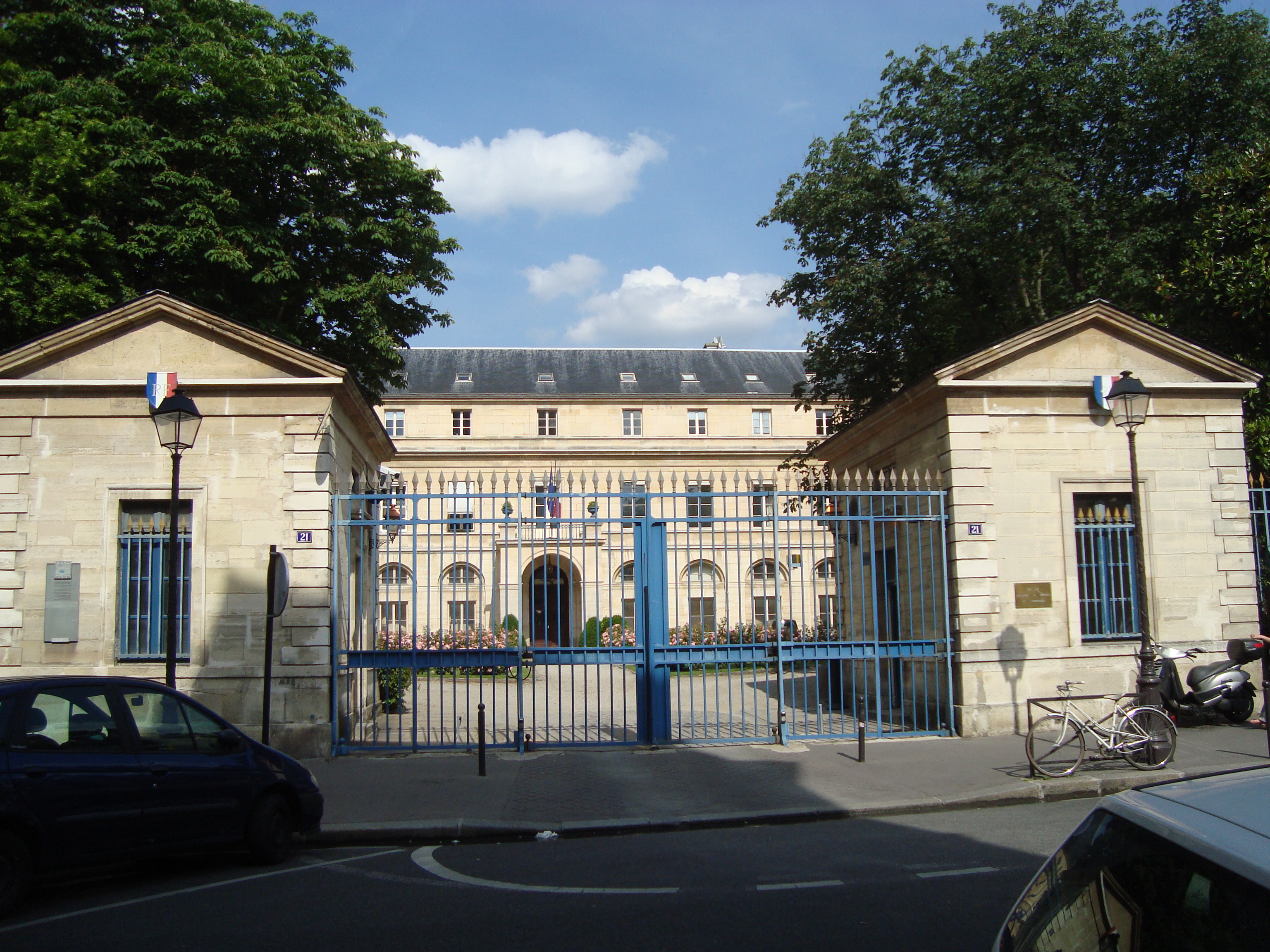
Entrée du ministère de l'Enseignement supérieur et de la Recherche.
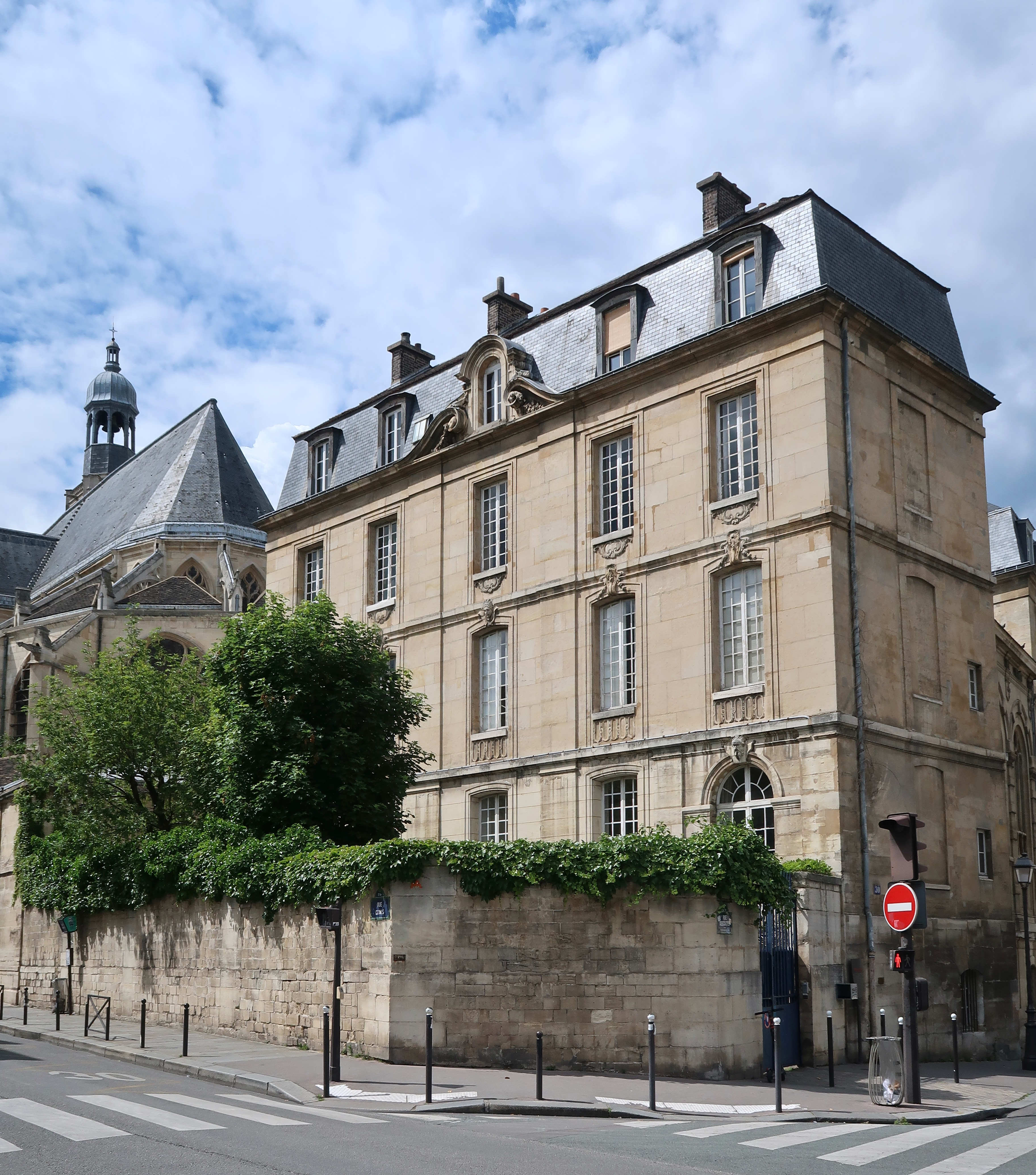
No 30 : le presbytère de l'église Saint-Étienne-du-Mont, ancien hôtel de Louis d'Orléans, dit le Pieux.
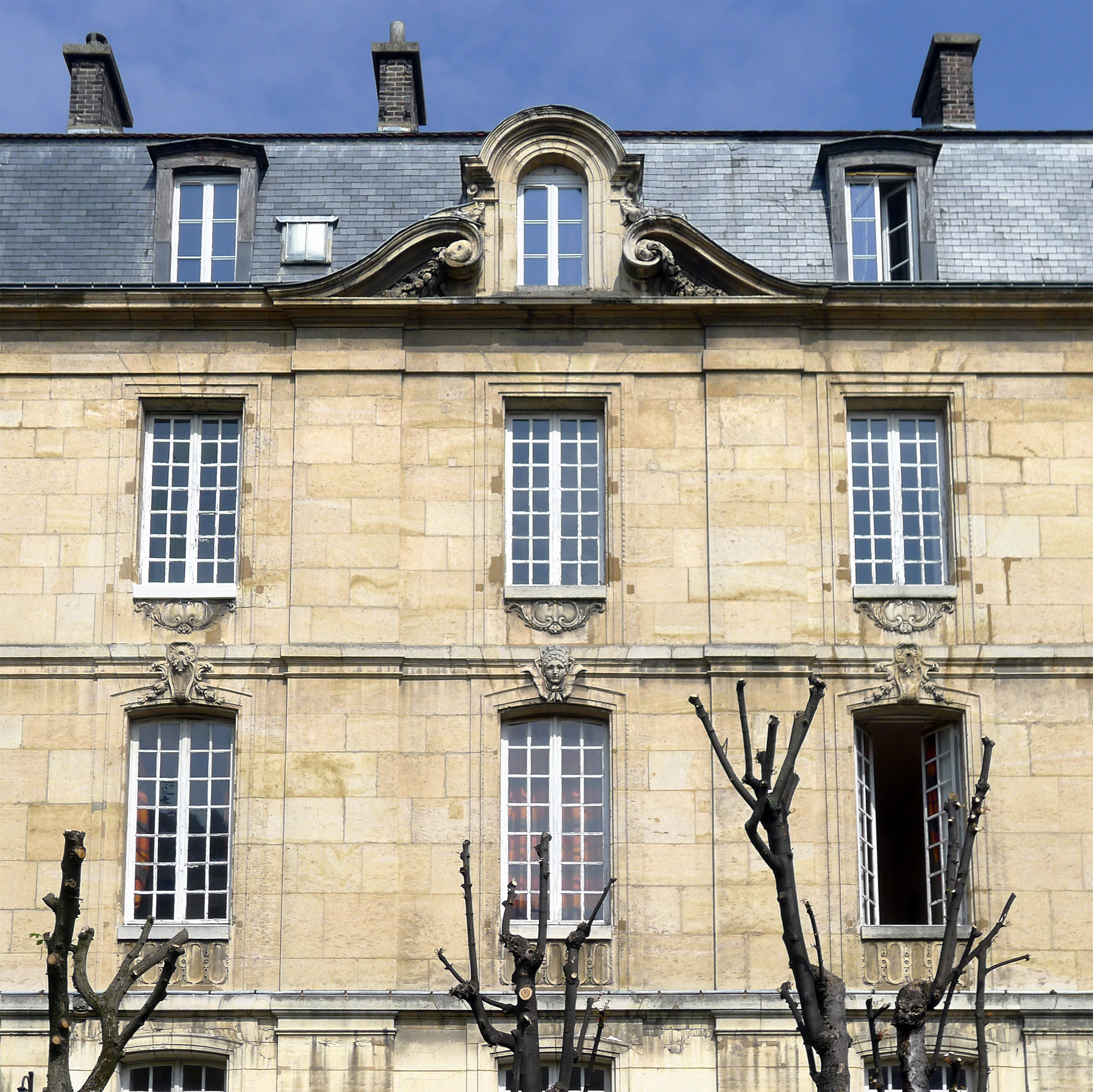
Détail de la façade, côté rue Clovis.

- Côté pair, des boutiques, cafés et restaurants.

Boutique décorée avec un pochoir de Miss.Tic.

- juste avant la rue Mouffetard : une fresque de Pierre Alechinsky accompagnée d'un poème d'Yves Bonnefoy est peinte sur le flanc d'un immeuble.
- No 17 : site Sainte-Geneviève du Cercle national des armées.
- No 18 : Paul Verlaine s'y installa en 1895.
- No 25 : emplacement du cabaret « Au Roi Clovis » ou les quatre sergents de La Rochelle (Jean-François Bories, Jean-Joseph Pomier, Marius-Claude Raoulx et Charles Goubin) préparèrent leur complot.
- No 30 : presbytère de l'église Saint-Étienne-du-Mont (monument historique) ainsi que l'arrière du lycée Henri-IV.
- No 39 : immeuble où Paul Verlaine est mort dans un atelier mansardé du dernier étage le 8 janvier 1896[6]. Ernest Hemingway occupa cet atelier en 1922[7].
- No 42 : l’allée est une ancienne sortie de l’abbaye Sainte-Geneviève[8].

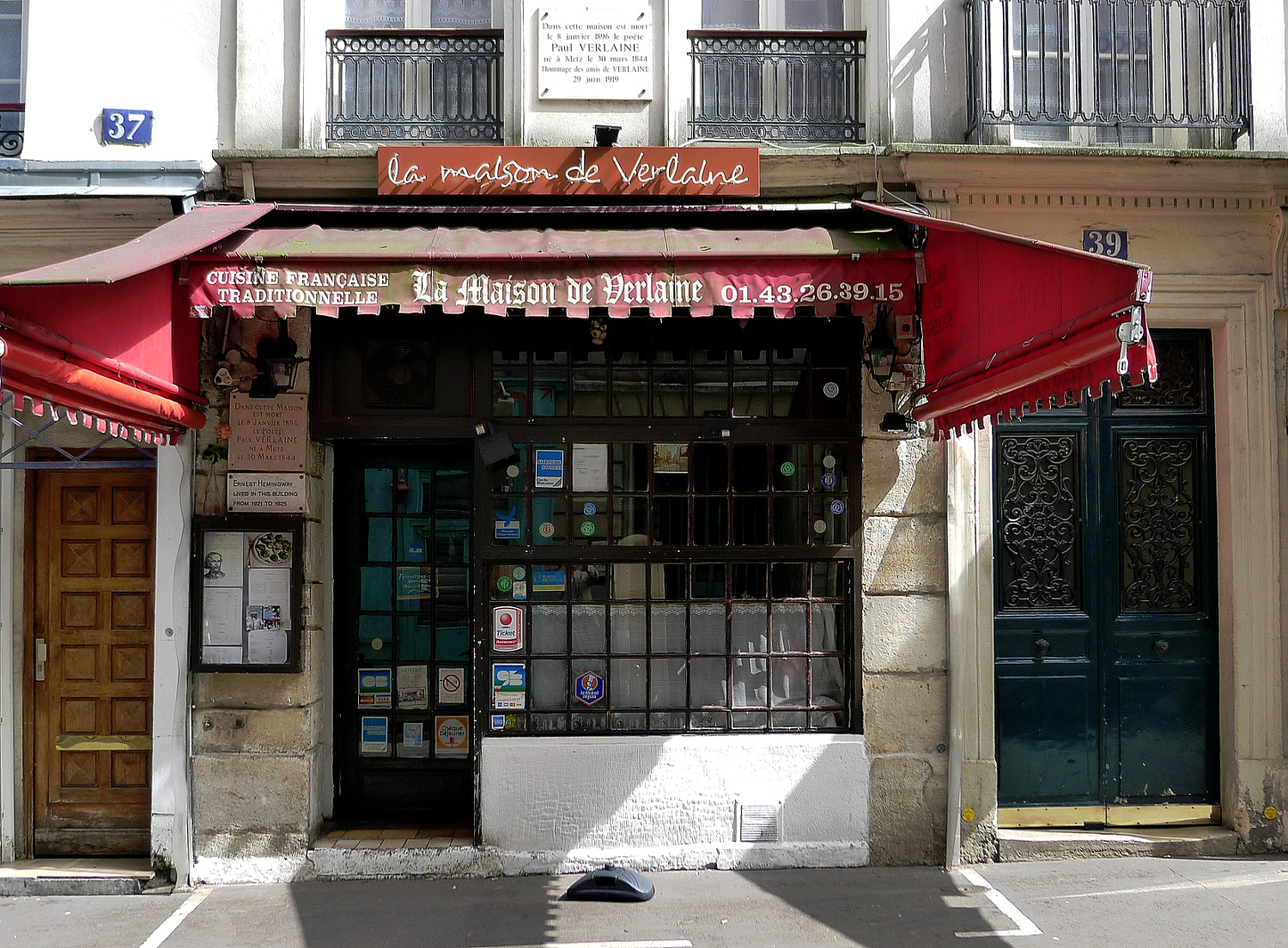
Le no 39 en 2011.

- Au niveau des nos 47 et 50 : emplacement de l'ancienne porte Bordet ou porte Bordelles, ou porte Saint-Marcel, près de la rue Thouin[9]. Depuis la rue Thouin, la rue suit le tracé exact de l’ancien pont de bois fermé par une herse. Il menait au pont-levis de la porte Bordet[10].

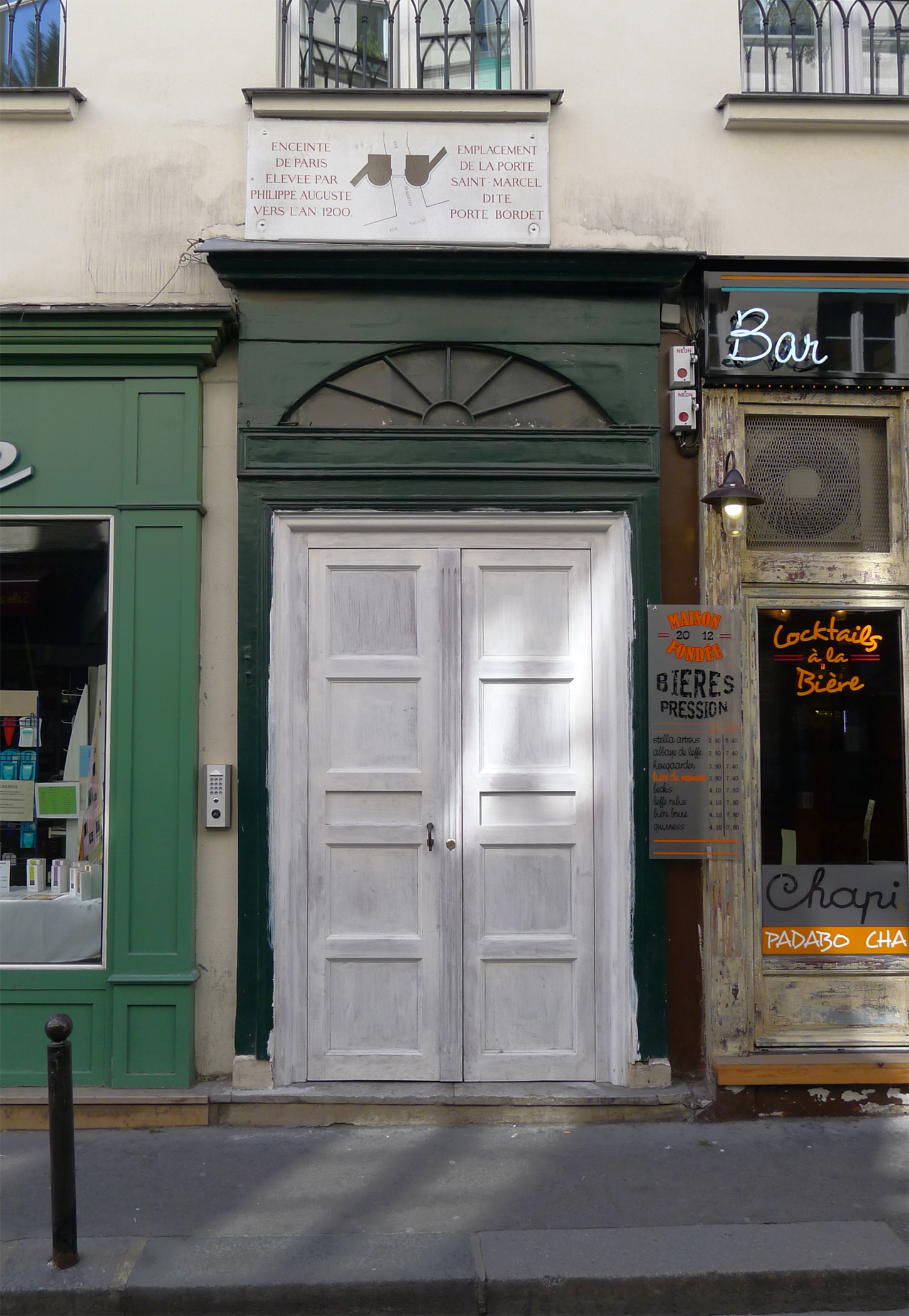
Le no 50 de la rue Descartes.
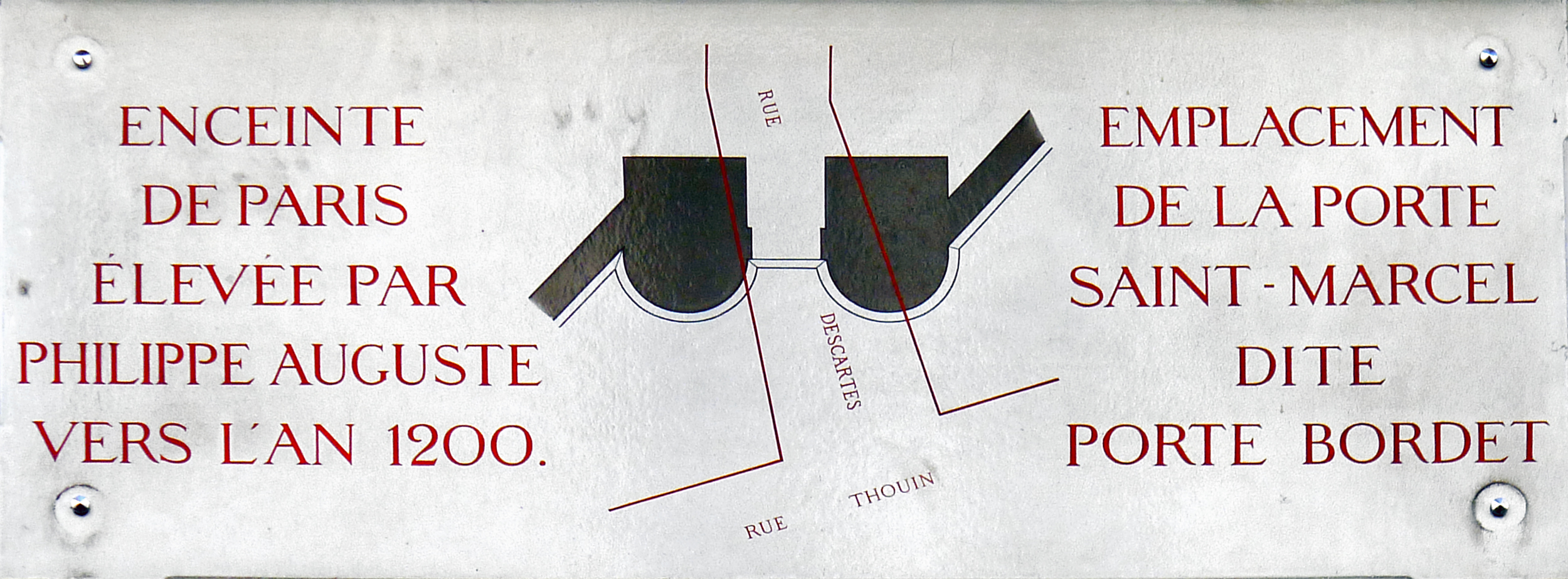
La plaque qui rappelle le plan et l'emplacement de cette ancienne porte.